# Mijn held zijn
Mijn held zijn is een nummer van de Nederlandse band Van Dik Hout uit 1995. Het is de eerste single van hun tweede studioalbum Vier weken.
"Mijn held zijn" is een ballad waarin iemand die veel pech heeft gehad, een hart onder de riem wordt gestoken. Het nummer werd een klein hitje in Nederland en kwam tot de 6e positie in de Tipparade.